# GKS Stawiguda

Zespół "Sokół" Stawiguda, 1991

Gminny Klub Sportowy Stawiguda – polski klub piłkarski z siedzibą w Stawigudzie, założony w 1968 roku. W sezonie 2025/2026 występuje na poziomie IV Ligi Warmińsko-Mazurskiej.
Klub rozgrywa swoje mecze na stadionie w Stawigudzie, przy ulicy Olsztyńskiej 10. Barwy GKS Stawiguda to zieleń i biel.
W strukturze klubu funkcjonują cztery drużyny, uczestniczące w rozgrywkach ligowych na różnych szczeblach rozgrywkowych oraz kategoriach wiekowych:
- drużyna seniorów, występująca w IV Lidze Warmińsko-Mazurskiej[2]
- drużyna trampkarzy, rywalizująca w I lidze wojewódzkiej,
- drużyna młodzików, biorąca udział w rozgrywkach I ligi wojewódzkiej,
- drużyna żaków, uczestnicząca w rozgrywkach organizowanych dla najmłodszych kategorii wiekowych.

Klub prowadzi działalność szkoleniową wśród dzieci i młodzieży, kładąc duży nacisk na rozwój lokalnych talentów oraz popularyzację sportu w regionie.

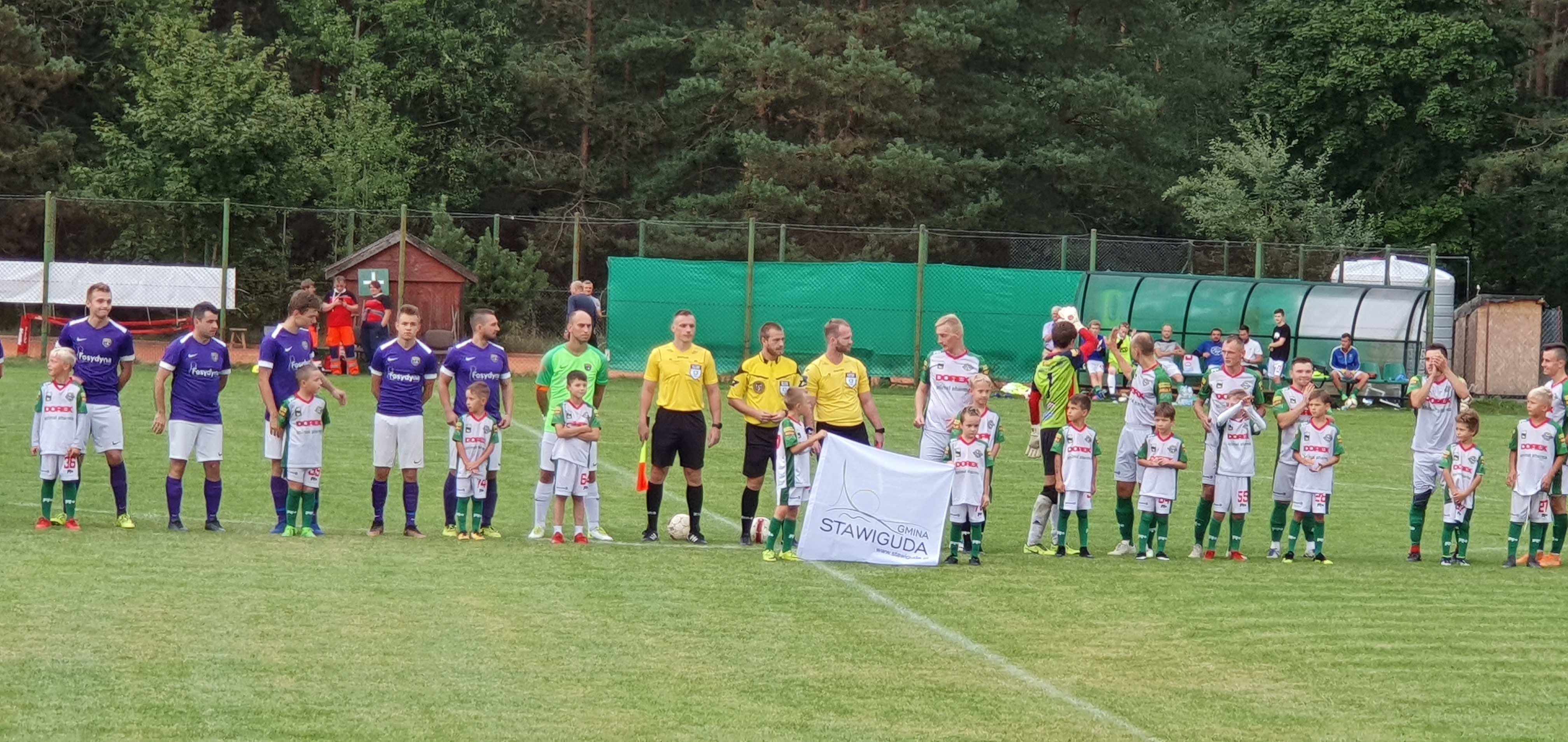
Mecz GKS Stawiguda - Fortuna Gągławki, 2019

## Historia
Założenie klubu sportowego w Stawigudzie miało miejsce w 1968 roku, a inicjatorem był Jan Zauska. Pomysł spotkał się z aprobatą ze strony lokalnej społeczności, co zaowocowało przekazaniem prywatnego terenu pod budowę boiska sportowego w centrum miejscowości. Powołana do życia drużyna piłkarska pierwotnie występowała pod nazwą „Sokół” Stawiguda.
Na początku lat 80. działalność klubu została zawieszona w związku z ciężką chorobą oraz śmiercią jego założyciela.
W 1990 roku nastąpiła reaktywacja drużyny, która przystąpiła do rozgrywek ówczesnej B klasy. W sezonie 1994/1995 zespół po raz pierwszy w historii awansował do wyższej klasy rozgrywkowej. W tym samym okresie, dzięki znaczącemu wsparciu władz Gminy Stawiguda, klub zmienił nazwę z „Sokół” na „Gminny Klub Sportowy Stawiguda”.
W sezonie 2003/2004 GKS Stawiguda uzyskał pierwszy w swojej historii awans z Klasy A do Klasy Okręgowej.

## Ludzie związani z klubem
Na przestrzeni lat barwy klubu reprezentowało wielu zawodników, zarówno wychowanków, jak i piłkarzy z innych regionów. Wśród najbardziej rozpoznawalnych postaci związanych z zespołem znaleźli się m.in.
- Jakub Serafin – obecny zawodnik pierwszoligowej Miedzi Legnica, w przeszłości piłkarz Lecha Poznań, Cracovii Kraków, Stomilu Olsztyn czy norweskiego FK Haugesund,
- Bogdan Michalewski – były grający trener GKS Stawiguda i legenda Stomilu Olsztyn,
- Jarosław Bako – trener Stawigudy w latach 2000-2001, były reprezentant kraju, mistrz Polski i Turcji w rozgrywkach ligowych,
- Bartłomiej Piórkowski – reprezentant Polski w futsalu oraz socca, mistrz Europy w piłce sześcioosobowej,
- Piotr Żórański – zawodnik m.in. Sokoła Ostróda, Huraganu Morąg, Olimpii Olsztynek,
- Mateusz Różowicz  - zawodnik m.in. Stomilu Olsztyn, Olimpii Olsztynek,
- Tomasz Chądzyński - obecny trener, zawodnik m.in. Startu Działdowo, Mławianki Mława.

## Stadion
| Dane techniczne                 | Dane techniczne |
| ------------------------------- | --------------- |
| Wymiary boiska                  | 101.5m x 66m    |
| Pojemność stadionu              | 400 miejsc      |
| Liczba miejsc siedzących        | 300             |
| Automatyczne nawadnianie murawy |                 |
| Oświetlenie murawy              |                 |
| Zadaszenie trybun               |                 |

## Sukcesy
- Mistrzostwo Klasy A: 2004, 2023
- Awans drużyny młodzików do Młodzik Ekstraklasy: 2022
- Nagroda w kategorii Klubowego Marketingu Roku na Gali WMZPN: 2024
- Mistrzostwo Ligi Okręgowej: 2025

## Sezony od 2002 roku
| Sezon   | Liga                                        | Pozycja | Punkty | Bramki | Uwagi                                                     |
| ------- | ------------------------------------------- | ------- | ------ | ------ | --------------------------------------------------------- |
| 2002/03 | Klasa B                                     | 1       | bd     | bd     | Awans                                                     |
| 2003/04 | Klasa A (grupa III)                         | 1/12    | 59     | 67:20  | Awans                                                     |
| 2004/05 | Liga okręgowa (grupa warmińsko-mazurska II) | 5/16    | 48     | 45:41  |                                                           |
| 2005/06 | Liga okręgowa (grupa warmińsko-mazurska II) | 12/16   | 29     | 38:62  |                                                           |
| 2006/07 | Liga okręgowa (grupa warmińsko-mazurska II) | 10/16   | 38     | 41:54  |                                                           |
| 2007/08 | Liga okręgowa (grupa warmińsko-mazurska II) | 11/16   | 35     | 51:55  |                                                           |
| 2008/09 | Liga okręgowa (grupa warmińsko-mazurska II) | 5/16    | 53     | 59:31  |                                                           |
| 2009/10 | Liga okręgowa (grupa warmińsko-mazurska II) | 11/16   | 38     | 39:50  |                                                           |
| 2010/11 | Liga okręgowa (grupa warmińsko-mazurska II) | 10/16   | 35     | 31:42  |                                                           |
| 2011/12 | Liga okręgowa (grupa warmińsko-mazurska II) | 6/16    | 49     | 55:36  |                                                           |
| 2012/13 | Liga okręgowa (grupa warmińsko-mazurska II) | 11/16   | 34     | 47:62  |                                                           |
| 2013/14 | Liga okręgowa (grupa warmińsko-mazurska II) | 11/16   | 37     | 55:63  |                                                           |
| 2014/15 | Liga okręgowa (grupa warmińsko-mazurska II) | 6/14    | 46     | 54:42  |                                                           |
| 2015/16 | Liga okręgowa (grupa warmińsko-mazurska II) | 5/16    | 47     | 51:38  |                                                           |
| 2016/17 | Liga okręgowa (grupa warmińsko-mazurska II) | 5/16    | 49     | 61:53  |                                                           |
| 2017/18 | Liga okręgowa (grupa warmińsko-mazurska II) | 10/16   | 38     | 63:76  |                                                           |
| 2018/19 | Liga okręgowa (grupa warmińsko-mazurska II) | 11/16   | 31     | 56:85  |                                                           |
| 2019/20 | Liga okręgowa (grupa warmińsko-mazurska II) | 9/16    | 20     | 38:45  | Runda wiosenna odwołana z powodu zagrożenia epidemicznego |
| 2020/21 | Liga okręgowa (grupa warmińsko-mazurska II) | 16/16   | 8      | 21:112 | Spadek                                                    |
| 2021/22 | Klasa A (grupa III)                         | 10/14   | 32     | 55:78  |                                                           |
| 2022/23 | Klasa A (grupa III)                         | 1/14    | 64     | 100:37 | Awans                                                     |
| 2023/24 | Liga okręgowa (grupa warmińsko-mazurska I)  | 5/16    | 48     | 74:61  |                                                           |
| 2024/25 | Liga okręgowa (grupa warmińsko-mazurska I)  | 1/16    | 73     | 105:34 | Awans                                                     |

| Poziom rozgrywek |
| ---------------- |
| IV Liga          |
| Liga okręgowa    |
| Klasa A          |
| Klasa B          |